# Espalhamento espectral
Espalhamento espectral é uma técnica de modulação em que a largura de banda usada para transmissão é muito maior que a banda mínima necessária para transmitir a informação. Dessa forma, a energia do sinal transmitido passa a ocupar uma banda muito maior do que a da informação.
A demodulação é obtida fazendo a correlação entre o sinal recebido e uma réplica do sinal usado para espalhar a informação.

## História
O conceito de usar espalhamento espectral para comunicações teve origem no começo do século XX, no livro Wireless Telegraphy do engenheiro naval Johannes Zenneck, lançado em 1908 na Alemanha.

## Métodos
Existem basicamente três métodos de usar espalhamento espectral. São eles:
- DSSS
- FHSS
- Uma combinação dos dois anteriores